# 一線天 (東引鄉)

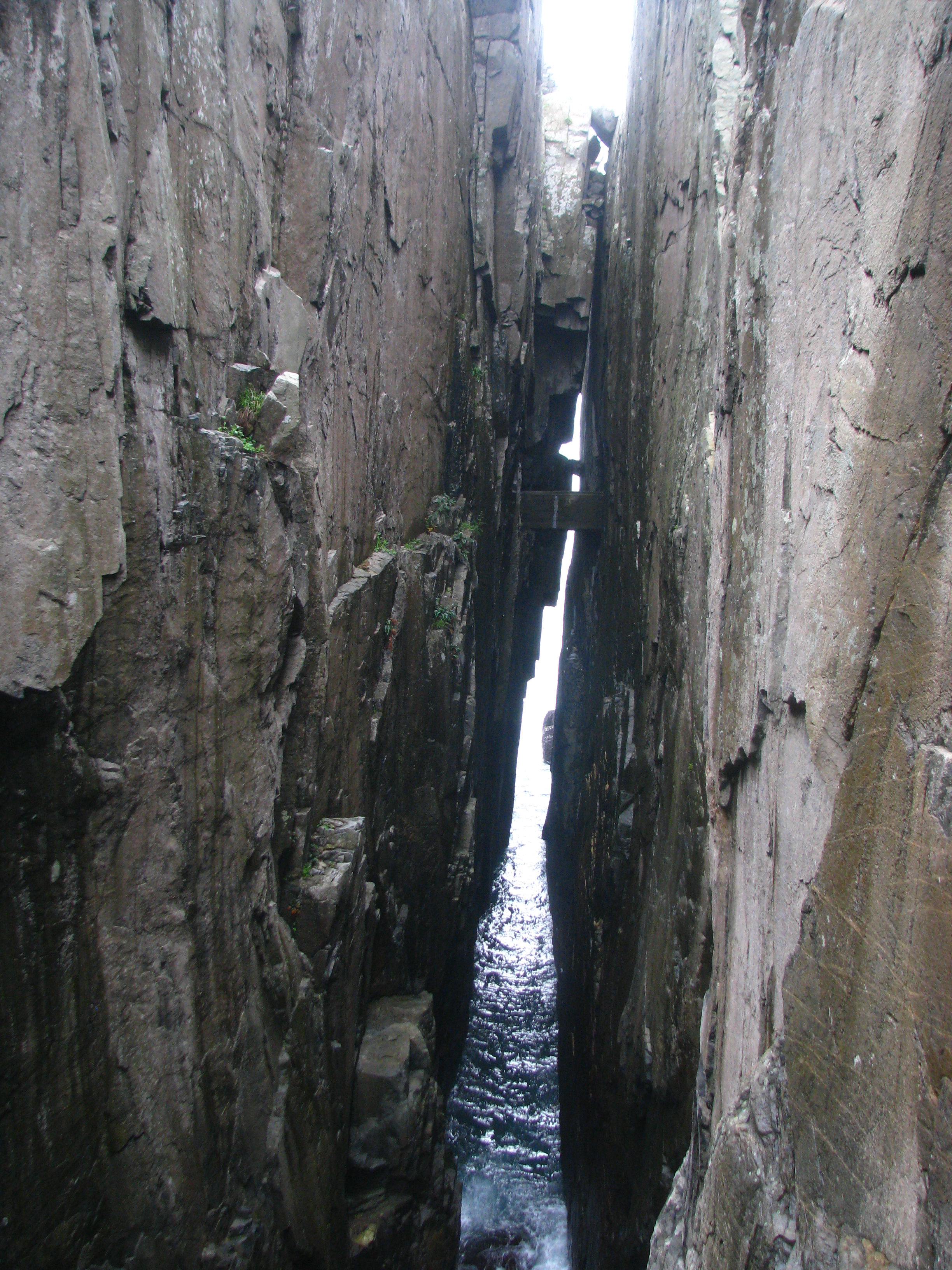
東引一線天

一線天位於中華民國連江縣東引鄉東引島的東部，為一個海蝕溝地形。

## 成因
一線天為一種狹縫型峽谷，其特色為深且窄，而東引的一線天成因為海水侵蝕花崗閃長岩而形成，實際上與烈女義坑一樣，為一個海蝕溝地形。

## 遊憩資源

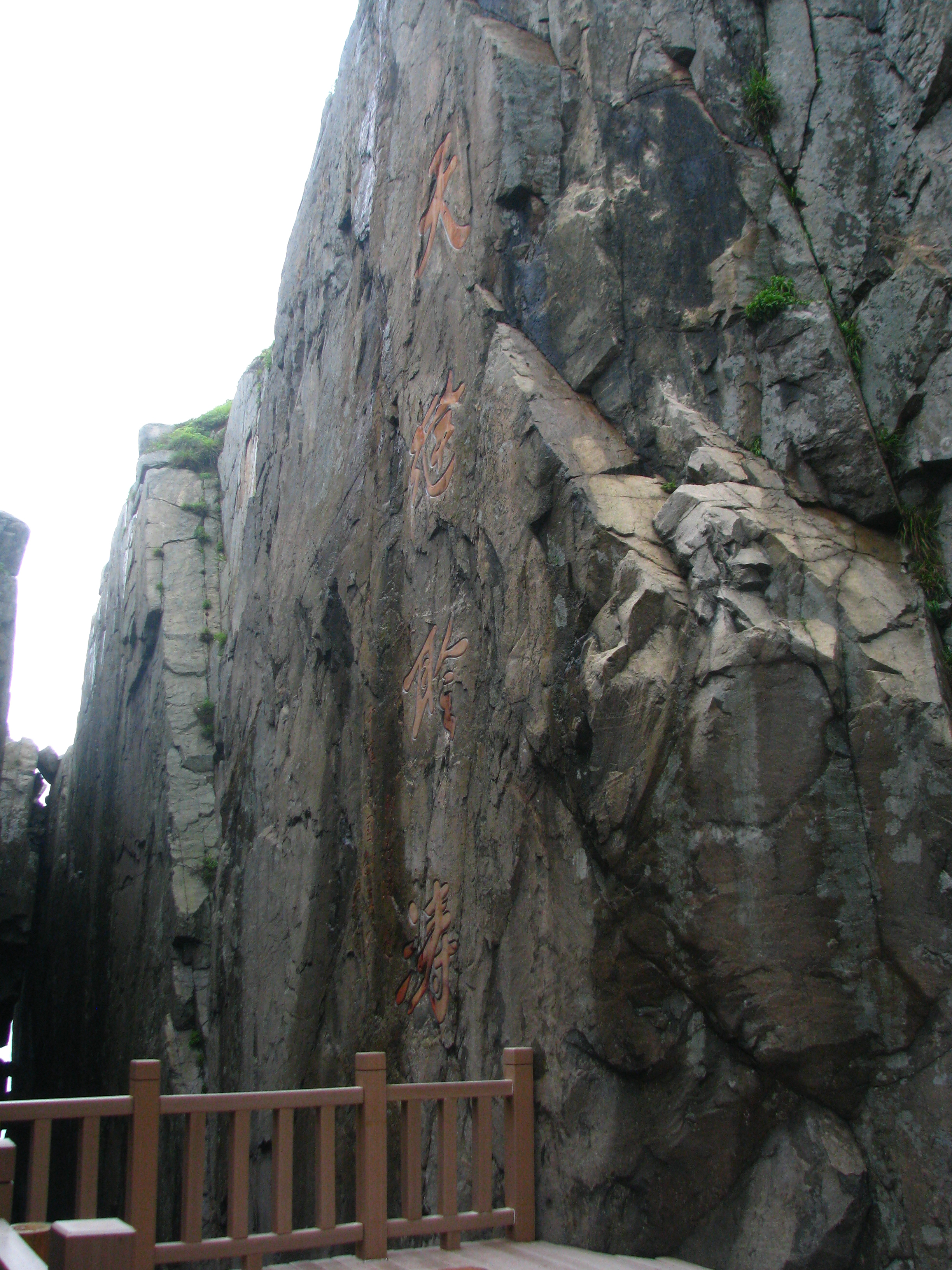
天縫聆濤

一線天位於天王澳西南側，以步道及階梯來聯絡景點，並設有景觀平台及解說牌，其平台右側岩壁刻有「天縫聆濤」，為1972年，時任參謀總長賴名湯巡視東引時所題。